# Arquitectura renacentista veneciana

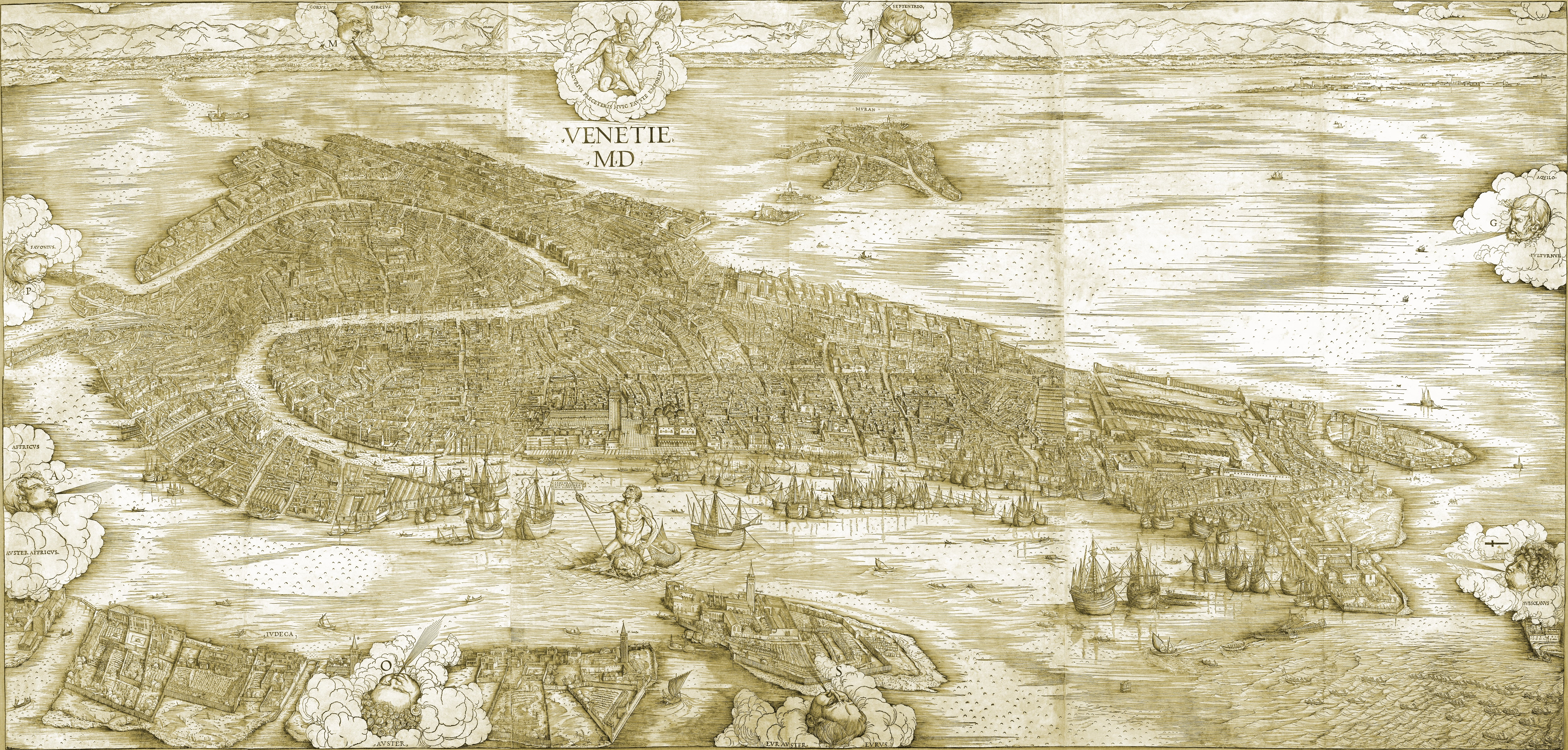
La enorme xilografía Vista de Venecia de Jacopo de' Barbari, 1500, fue considerada la obra definitiva que representa la ciudad durante gran parte del siglo.

La arquitectura renacentista veneciana comenzó más tarde que en Florencia, no antes de la década de 1480, y durante todo el período se basó principalmente en la actividad de  arquitectos llegados de otras partes de Italia. La ciudad fue muy rica durante ese período y propensa a los incendios, por lo que había una gran cantidad de edificios en construcción la mayor parte del tiempo, y muchas de las fachadas de esos edificios estuvieron ornamentadas de forma especialmente lujosa.
En comparación con la arquitectura renacentista de otras ciudades italianas, hubo un cierto grado de conservadurismo, especialmente en la conservación de la forma general de los edificios, que en la ciudad generalmente eran sustituciones en un sitio confinado, y en las ventanas, en las que los remates arqueados o redondeados, a veces con una versión clasizante de la tracería de la arquitectura gótica veneciana, siguió siendo mucho más utilizada que en otras ciudades. El palacio del Dogo fue reconstruido mucho después de varios incendios, pero principalmente detrás de fachadas góticas.
La élite veneciana tenía una creencia colectiva en la importancia de la arquitectura para reforzar la confianza en la República, y una resolución del Senado en 1535 ya señalaba que era «la ciudad más bella e ilustre que existe actualmente en el mundo». Al mismo tiempo, se desaconsejaba la competencia abierta entre familias patricias a favor de una «igualdad armoniosa», lo que se aplicaba tanto a la construcción de edificios como a otras áreas, y la novedad por sí misma, o para recuperar las glorias de la antigüedad, era vista con suspicacia. Aunque los visitantes admiraban los conjuntos ricos, la arquitectura veneciana no tuvo mucha influencia más allá de las propias posesiones de la república antes de Andrea Palladio  (1508-1580), cuyo estilo —la arquitectura palladiana— se hizo enormemente influyente algún tiempo después de su muerte, especialmente en el mundo angloparlante.

## Edificio veneciano

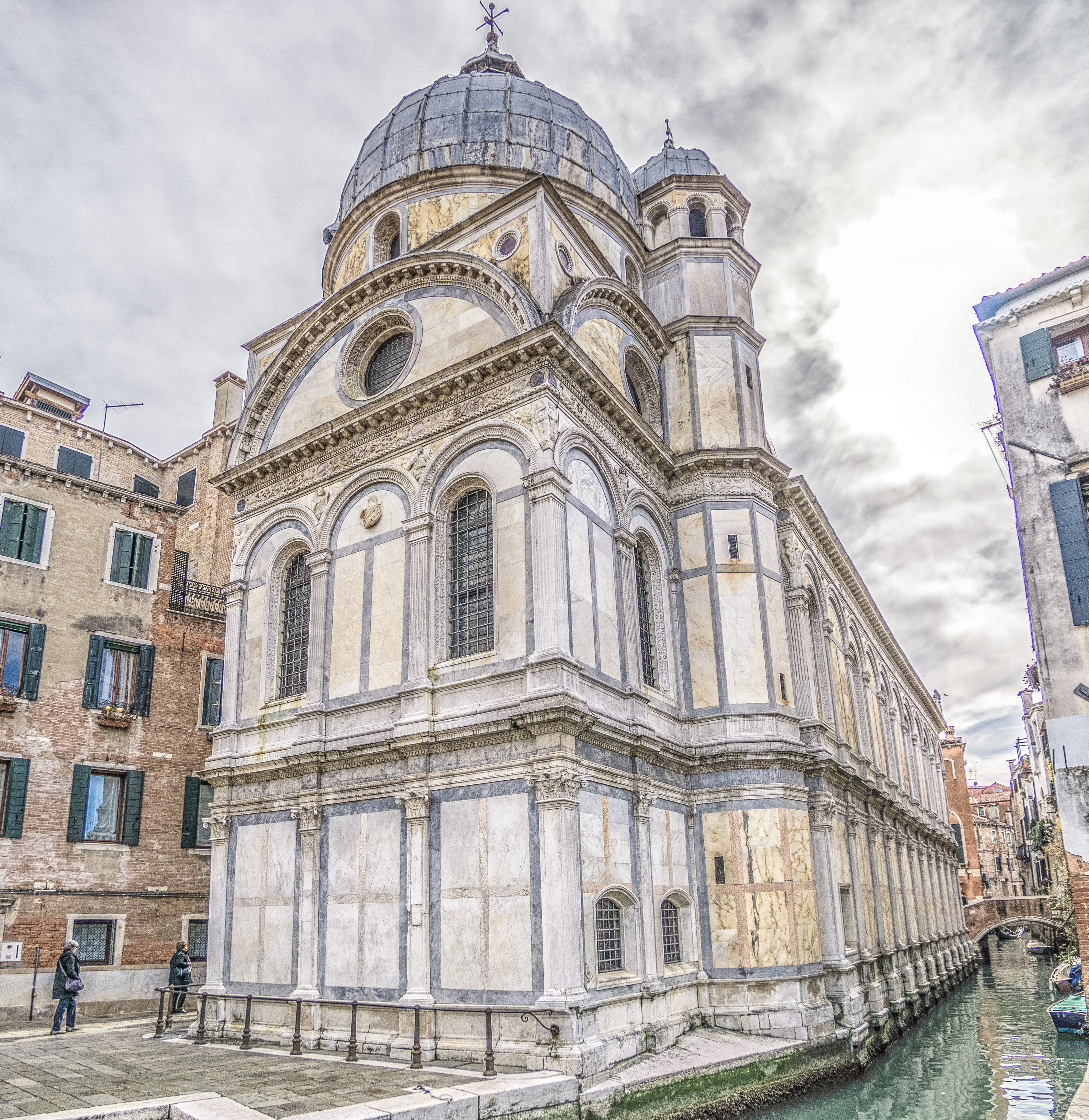
Santa Maria dei Miracoli, de la década de 1480, de Pietro Lombardo, que fue sobre todo el principal escultor de Venecia.

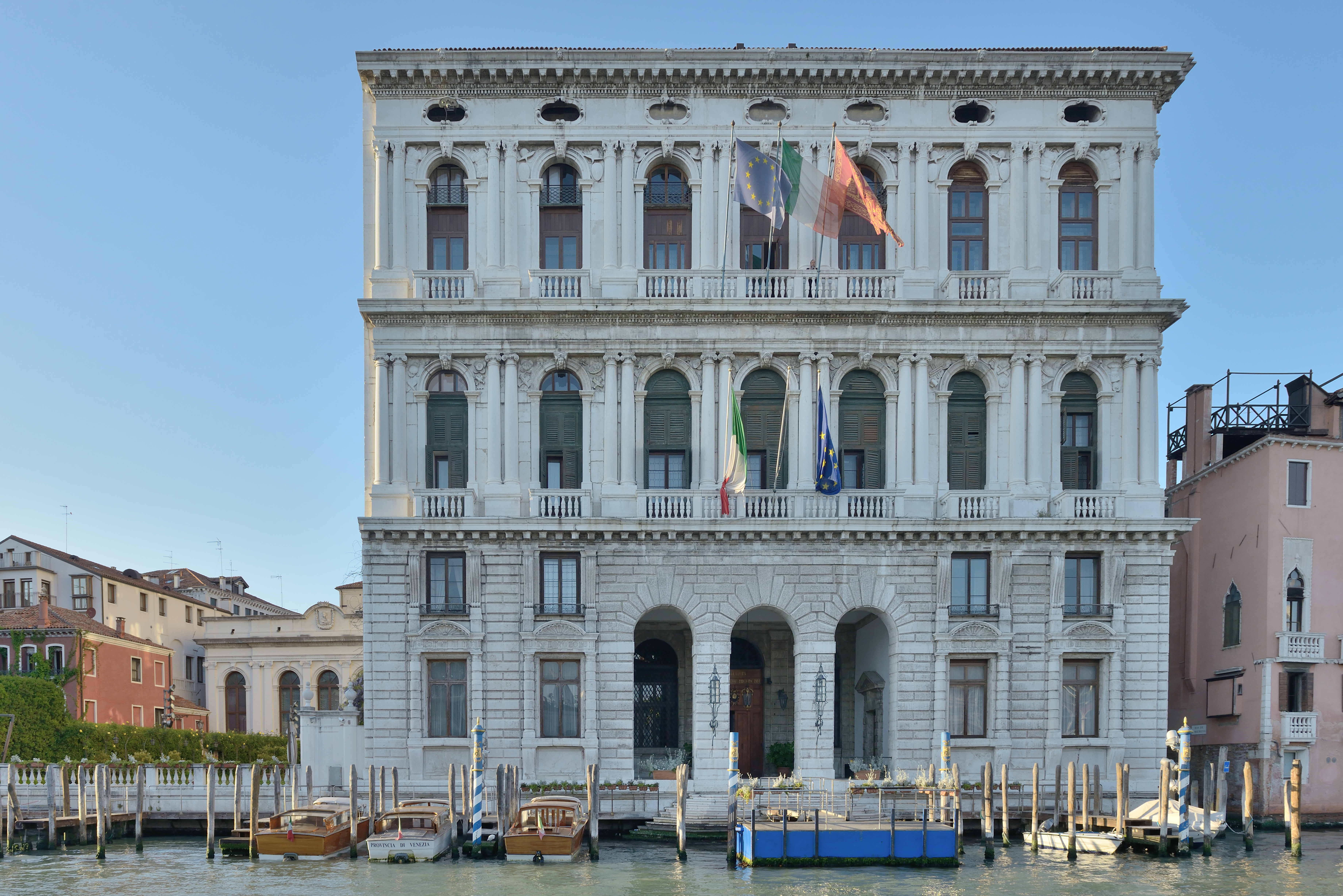
Palazzo Corner della Ca' Granda, de Jacopo Sansovino, que reemplazó a un edificio incendiado en 1532. Compárense los lados mucho más simples

Venecia está construida sobre barro aluvial, y la mayoría de los edificios de la ciudad fueron (y en su mayoría todavía lo están) soportados por un gran número de pilotes de madera hincados en el barro. Sobre una plataforma de piedra que se asienta sobre ellos, el material de construcción normal fue el ladrillo, aunque las fachadas renacentistas generalmente se revestían con piedra de Istria, una fina piedra caliza que no es estrictamente un mármol, aunque a menudo se le llama así. Llegaba por mar desde las canteras en Istria en terraferma, ahora en Croacia. También tenía la ventaja de que soportaba mucho mejor que el mármol la sal en suspensión en el aire costero y las inundaciones. Otras piedras de diferentes coloraciones se usaban a menudo para el contraste, especialmente una piedra roja de Verona. Los marmorinos o estucos de cocciopesto, hechos de fragmentos de piedra caliza, ladrillo y terracota, eran el acabado típico de las paredes interiores y, a veces, exteriores.

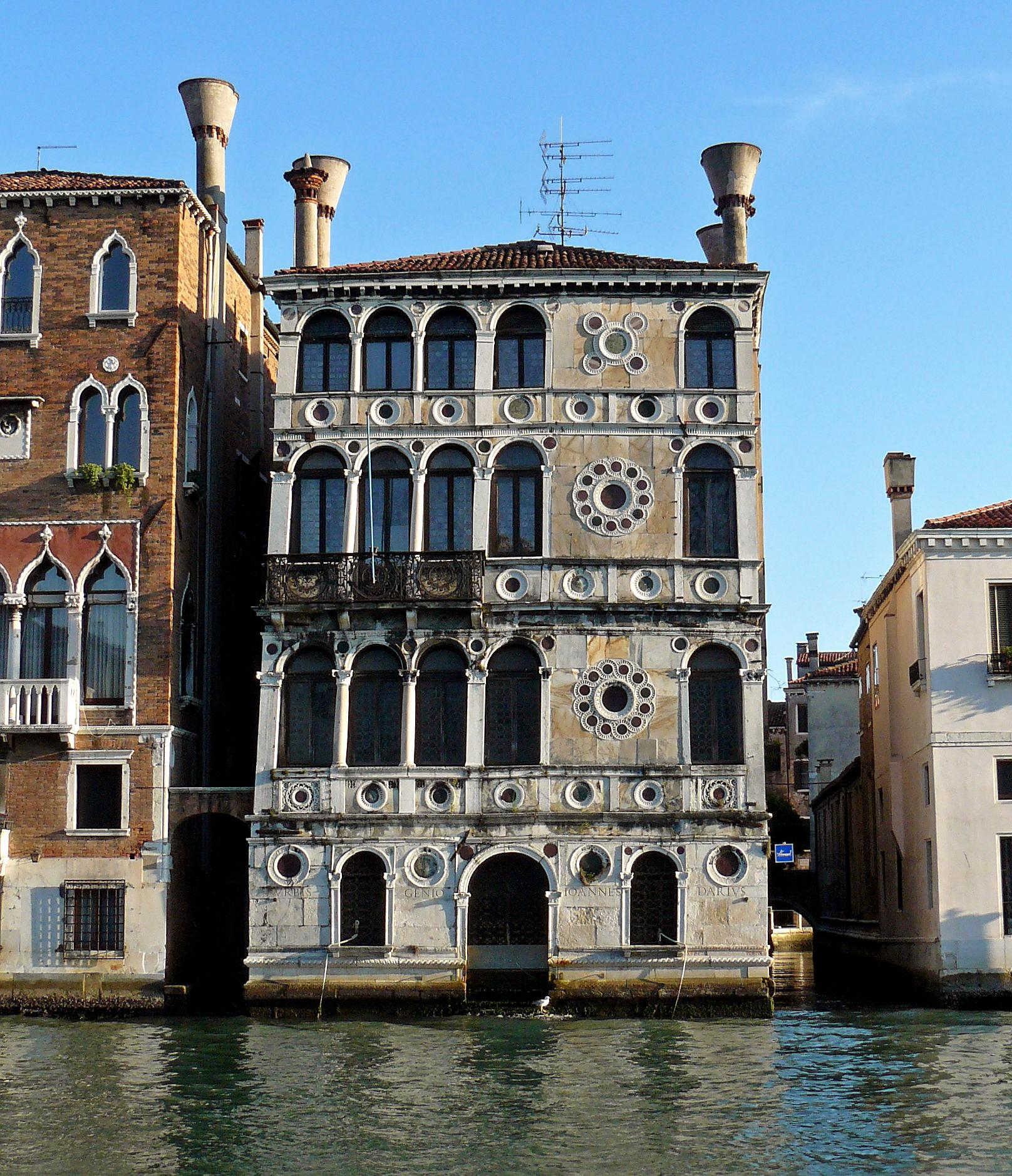
Ca' Dario, década de 1480, con las típicas chimeneas venecianas

Los techos planos soportados por vigas de madera fueron preferidos a las bóvedas, que podían agrietarse cuando el edificio se asentase sobre las cimentaciones sobre pilotes. Por lo general, sobre las vigas se sentaban dos capas de tablas de piso, colocadas en ángulo recto entre sí. Se utilizaron tipos de madera diferentes según fuera el propósito, y en el período del Renacimiento, los bosques continentales más cercanos ya se estaban quedando cortos, y el costo de la madera había aumentado considerablemente. Las chimeneas venecianas, muy grandes y características, con una tapa cubierta de terracota como un cono invertido, estaban diseñadas para evitar que las chispas peligrosas escapasen y causasen incendios.
La ciudad principal ya estaba en gran parte construida, estando los edificios muy apretados en el centro; esto se muestra claramente en la enorme vista en madera de Jacopo de' Barbari Vista de Venecia con una vista de pákjaro de la ciudad en 1500. La mayoría de los grandes edificios renacentistas eran reemplazos, que tenían que encajar en los límites del sitio existente. Debido a que los edificios estaban muy apretados, Venecia era aún más propensa a incendios que otros centros urbanos italianos, creando la necesidad de muchos de los nuevos edificios. En particular, el distrito de Rialto quedó casi destruido en 1514, y el Palacio Ducal tuvo incendios en 1483, 1547 y 1577, aunque las fachadas exteriores góticas sobrevivieron. La actividad de construcción casi permanentemente ocupada en Venecia significaba que abundaban los trabajadores cualificados. A pesar de esto, terminar los grandes edificios a menudo tomaba de diez a veinte años o más.
A diferencia de los palacios o las casas de familias ricas en otras ciudades de Italia, la defensa no era una preocupación importante para los palacios venecianos, que en cualquier caso, a menudo tenían "fosos" en algunos lados. El concurrido centro de la ciudad alentó la construcción de edificios altos para los estándares de la época, y el acceso principal para la luz a menudo era desde la fachada frontal, que por lo general tiene más ventanas y más grandes que los palacios en otros lugares. No era raro agregar pisos adicionales a edificios antiguos. La población de la ciudad, que había llegado a las seis cifras alrededor de 1300, alcanzó su punto más alto de todos los tiempos en aproximadamente 190 000 habitantes antes de una terrible plaga en 1575-1577 que mató a aproximadamente un tercio de las personas (incluido el anciano Tiziano y su hijo).

## Edificios tempranos
La puerta principal del Arsenal de Venecia, la Porta Magna, fue construida a finales de la década de 1450 y fue una de las primeras obras de la arquitectura renacentista veneciana. Se basó en el romano Arco de los Sergii, un arco triunfal erigido en Pula, en Istria, ahora en Croacia pero entonces en territorio veneciano. Alrededor de la misma fecha, el Arco Foscari, un elaborado canopio o arco triunfal para la entrada ceremonial en el patio del Palacio Ducal, muestra un aspecto clásico en sus niveles inferiores, pero se convierte en un bosque de pináculos góticos en la parte superior.

## Arquitectos y sus edificios principales

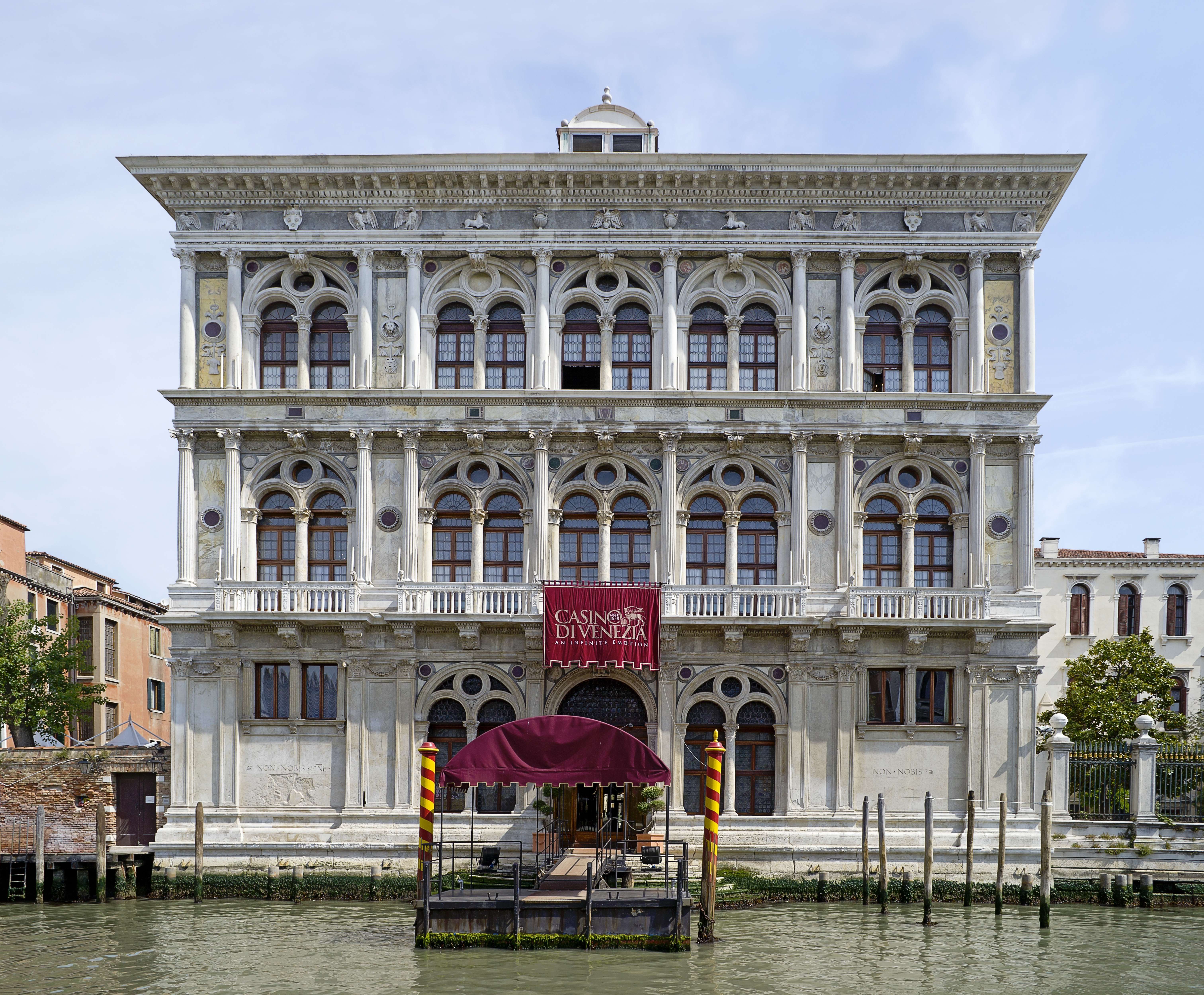
Mauro Codussi, Ca' Vendramin Calergi, desde 1481

La mayoría de los arquitectos que trabajaban en Venecia no eran nativos de la ciudad, ni siquiera de terraferma o los territorios en el continente de la República de Venecia, pero los grandes presupuestos disponibles en la ciudad tentaron a los arquitectos de todo el norte y centro de Italia. Artistas principalmente conocidos como escultores también trabajaron como arquitectos. Además de Sansovino (discutido más adelante), los más importantes fueron la familia Lombardo, especialmente Pietro Lombardo (1435-1515), y luego el manierista Alessandro Vittoria (1525-1608). La historia de la arquitectura veneciana es complicada debido a la costumbre de nombrar lo que hoy podría llamarse un "arquitecto gerente", un protomaestro o proto, para informar a los comités supervisores, cuyo nombre a menudo sobrevive en los archivos. La medida en que ellos fueron realmente responsables del diseño varía mucho.
Mauro Codussi (1440-1504), natural de Lombardía, fue uno de los primeros arquitectos en trabajar en un estilo renacentista en Venecia, con su hijo Domenico ayudándolo y llevando a cabo su práctica después de su muerte. Sus obras en edificios públicos incluyen los pisos superiores de la Iglesia de San Zacarías, San Giovanni Grisostomo  (comenzada en 1497),  Santa Maria Formosa (comenzada en 1492) y la Procuratie Vecchie en la Piazza San Marco. Probablemente diseñó la Torre del Reloj de San Marcos (desde 1495), y trabajó con escultores para reconstruir la Scuola Grande di San Marco  después de un incendio en 1485. Otro incendio en 1483 había destruido el ala este del Palacio Ducal, y Codussi ganó el concurso  para reemplazarlo, produciendo diseños completamente diferentes para las fachadas que dan al patio y al exterior. Sus palazzi incluyen  Ca' Vendramin Calergi  (iniciado en 1481) y el Palazzo Zorzi Galeoni. Su trabajo respeta y alude a muchos elementos del gótico veneciano, y armoniza bien con él.

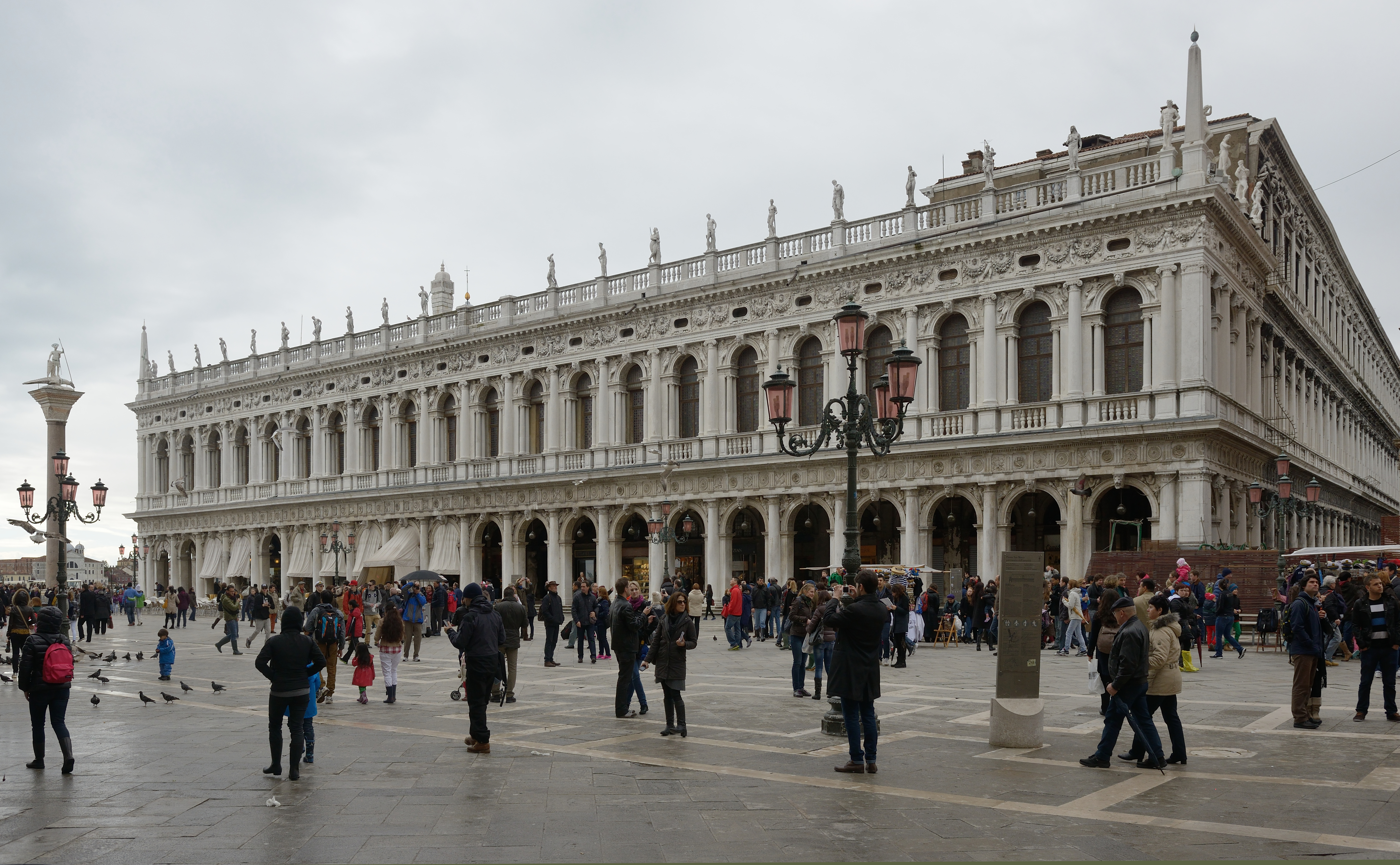
Jacopo Sansovino, Biblioteca Marciana, comenzada en 1537

Otros arquitectos activos en el período del Renacimiento temprano fueron Giorgio Spavento (activo desde 1489 o antes, fallecido en 1509), y Antonio Abbondi,  a menudo conocido como Scarpagnino (muerto en 1549), que estuvo activo desde al menos 1505. La iglesia de San Sebastián, iniciada en 1506, es una obra temprana. Ambos tenían muchos encargos gubernamentales.
Jacopo Sansovino (1486-1570), también escultor importante, fue un florentino que había tenido ya una exitosa carrera en Florencia y luego en Roma. Huyó a Venecia después del catastrófico saqueo de Roma de 1527 y en 1529 fue nombrado arquitecto jefe y superintendente de propiedades (Protomaestro o Proto) de los Procuradores de San Marco. Según Manfredo Tafuri, su primer proyecto en Venecia, un Palazzo Gritti, nunca se construyó ya que sus planes, aunque brillantes, se consideraron demasiado llenos de novedades exhibicionistas; no había captado la ideología de la soberbia y sobria magnificencia requerida por los patricios venecianos. Sin embargo, su plan para estabilizar las cúpulas de San Marcos, que durante mucho tiempo habían dado problemas, envolviendo bandas de hierro a su alrededor, «hizo su reputación». En poco tiempo encontró un estilo que satisfizo a los clientes venecianos y fue «definitivo para toda la historia posterior de la arquitectura veneciana». Es responsable la apariencia de gran parte del área alrededor de la Piazza San Marco más allá de la Basílica de San Marcos, diseñando la Biblioteca Marciana (1537 en adelante) y la menta o "Zecca" en la Piazzetta di San Marco. Entre sus palazzi destacan el Palazzo Corner della Ca' Grande  (1532 en adelante) y el Palazzo Dolfin Manin, desde 1536.
La Biblioteca Marciana es considerada su «indudable obra maestra» y una obra clave en la arquitectura renacentista veneciana. Palladio, que vio cómo se construía, consideraba el edificio como «probablemente el más rico jamás construido desde los tiempos de los antiguos hasta ahora», y Frederick Hartt la ha descrito como «seguramente una de las edificaciones más satisfactorias de la historia de la arquitectura italiana». Tiene un sitio extremadamente prominente, con la larga fachada frente al Palacio Ducal a través de la  Piazzetta di San Marco, y los lados más cortos frente a la laguna y la Piazza San Marco.

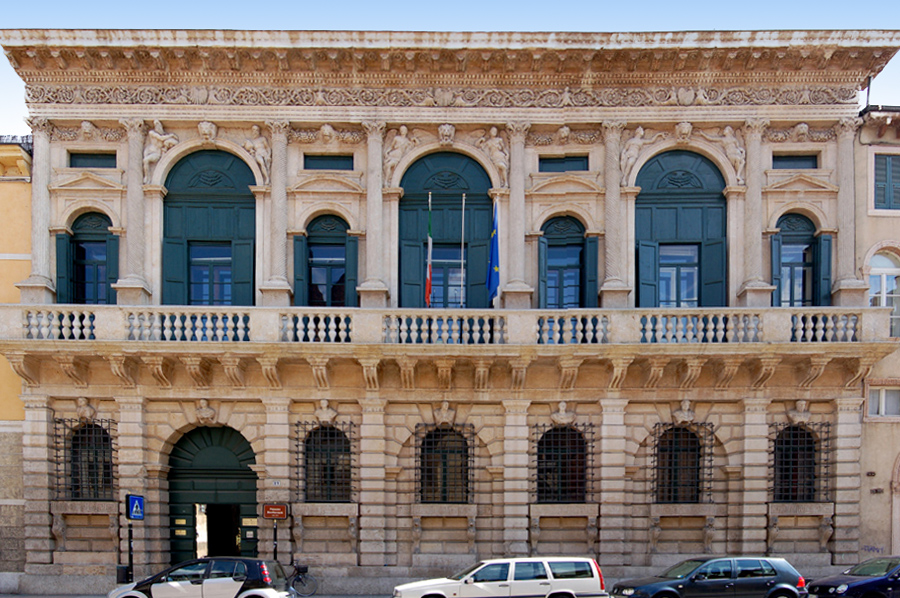
Michele Sanmicheli, Palazzo Bevilacqua, Verona, comenzado en 1529

Michele Sanmicheli (1484-1559) de Verona, en terraferma, se formó más al sur, y a su regreso a Verona en 1527 fue contratado por el estado como arquitecto militar. La mayor parte de su trabajo consistió en fortificaciones y edificios militares o navales alrededor de los territorios venecianos, especialmente en Verona, pero también construyó una serie de palacios que son muy originales y llevan la arquitectura veneciana al manierismo. Su trabajo en Verona representa un grupo de edificios que definen la ciudad de una manera comparable a la de Palladio en Vicenza. El Palazzo Bevilacqua en Verona (iniciado en 1529) es el más famoso de estos.

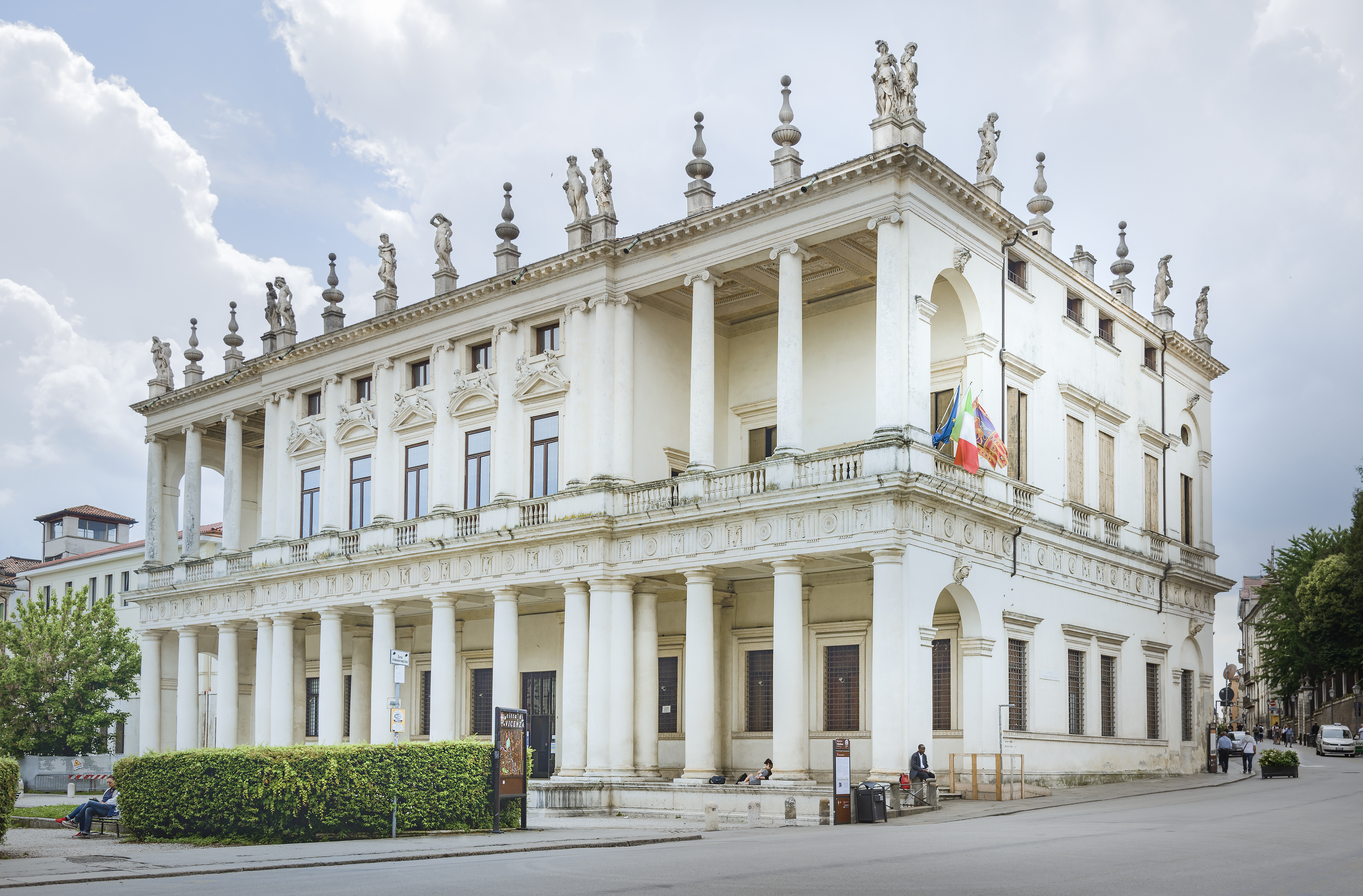
Palazzo Chiericati de Palladio, Vicenza, desde 1551

El principal arquitecto del Renacimiento veneciano tardío fue Andrea Palladio (1508-1580), quien también fue la figura clave en la arquitectura del Renacimiento italiano tardío y su escritor más importante sobre arquitectura. Pero aparte de las dos grandes iglesias de San Giorgio Maggiore (1566 en adelante) y del Il Redentore (1577 en adelante), diseñó relativamente poco en la ciudad, por varias razones. Diseñó muchas villas en el Véneto y en Vicenza, una serie de casas de campo famosas, relativamente pequeñas en comparación con algunas más al sur, para la élite veneciana. El estilo de Palladio se desarrolló más tarde en la arquitectura palladiana de Gran Bretaña y de las colonias americanas, y su ventana veneciana, con una parte superior arqueada central, fue tomado como un elemento muy veneciano en todo el mundo. El Patrimonio de la Humanidad de la Ciudad de Vicenza y las Villas Palladianas del Véneto incluye 23 edificios en la ciudad y 24 villas de campo.
La llamada Basílica Palladiana en Vicenza, iniciada en 1549, es una serie de fachadas con logias que encierran el amplio salón público gótico de la ciudad, utilizado para fines como tribunales de justicia, donde aparece por primera vez su elaborada versión de la ventana veneciana; se conoce como ventana palladiana o "motivo palladiano". Aquí aparece en ambos pisos, lo que es menos común cuando se ha copiado. El edificio se basa en la Biblioteca Marciana de Sansovino, pero es «más severamente arquitectónico, menos dependiente de la escultura y al mismo tiempo más flexible». En el Palazzo Chiericati, iniciado en 1551, nuevamente hay dos pisos de logias, pero la fachada se divide verticalmente en tres partes al avanzar el piso superior en el centro.

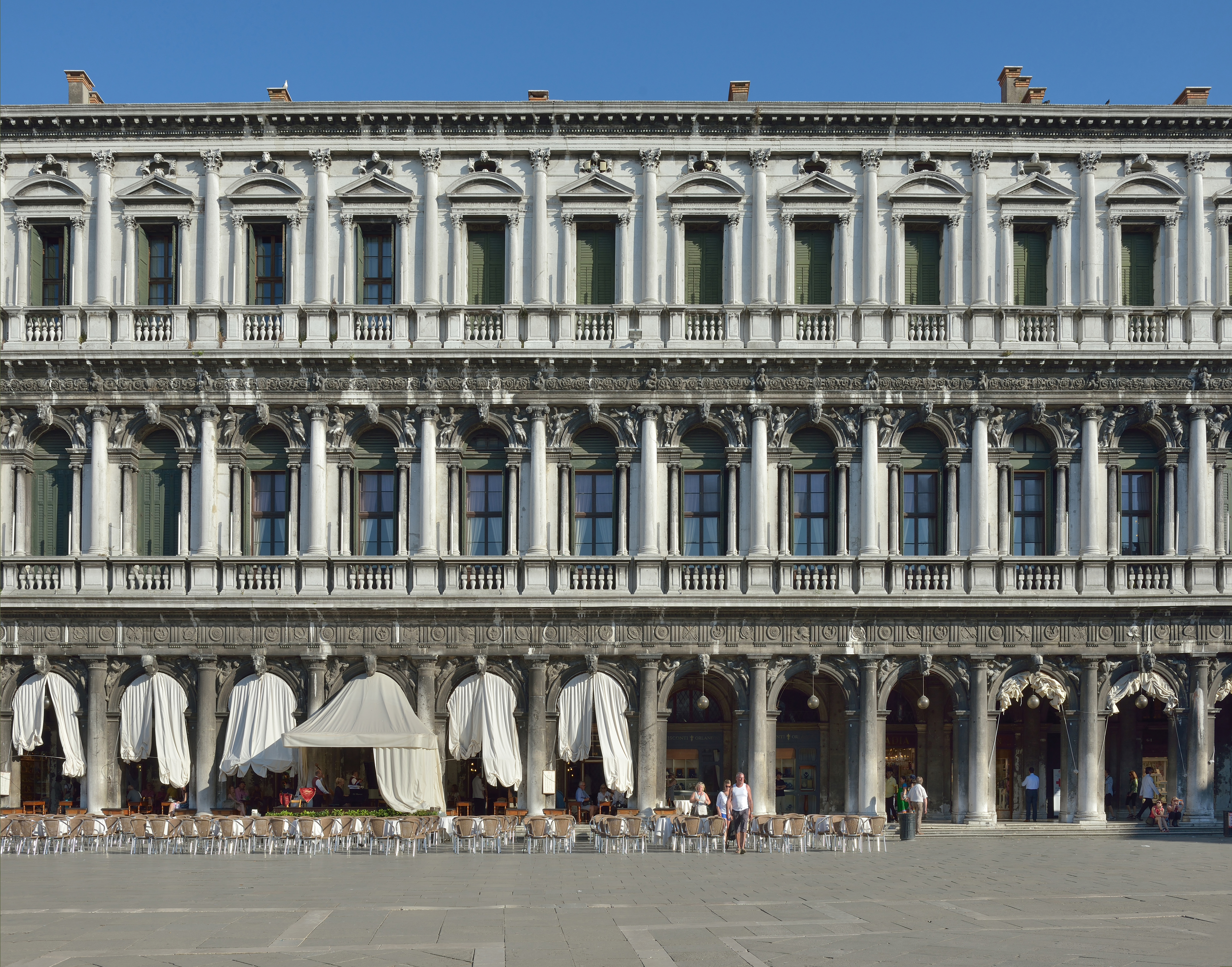
Procuratie Nuove en la Piazza San Marco, de Vincenzo Scamozzi, comenzada en 1586.

Vincenzo Scamozzi (1548-1616) de Vicenza solo se mudó a Venecia en 1581, un año después de la muerte de Palladio. Diseñó la Procuratie Nuove  en la Piazza San Marco, y completó muchos proyectos que Palladio había dejado incompletos. Su pupilo Baldassare Longhena (1598-1682), quien por un cambio nació en la ciudad, completó a su vez los proyectos de Scamozzi, y, mientras presentaba una arquitectura barroca completa en Venecia, en muchos edificios, especialmente en palacios, continuó desarrollando una forma barroca del estilo renacentista veneciano.

## Libros venecianos de arquitectura
Venecia fue un importante centro europeo de impresión de libros, y se convirtió en el principal centro de publicaciones de arquitectura. Vitruvio era el único escritor clásico significativo en arquitectura que había sobrevivido, y su obra De architectura fue estudiada por todos los arquitectos del Renacimiento. Aunque el texto latino ya se había impreso antes, la primera edición ilustrada con grabados en madera fue producida por Fra Giovanni Giocondo en Venecia en 1511; había diseñado el Fondaco dei Tedeschi en 1505-1508.
Los Siete libros o Tutte l'opere d'architettura et prospetiva de Sebastiano Serlio (1475-1554) también se publicaron en Venecia, en varios volúmenes desde 1537 en adelante. Había trabajado en la ciudad como arquitecto, pero dejó poca huella. Esos libros también se ilustraron mucho y se convirtieron en lecturas esenciales, y se copiaron y tradujeron rápidamente en toda Europa. El patricio humanista, clérigo y diplomático veneciano Daniele Barbaro fue mecenas de Palladio (Villa Barbaro), y Palladio ilustró su traducción italiana de Vitruvio (1556). El propio I quattro libri dell'architettura (1570), de Palladio, ilustrado por él mismo, nuevamente tuvo una gran influencia en toda Europa.
El libro principal de Vincenzo Scamozzi, L’Idea dell’Architettura Universale, se publicó en 1615, y esencialmente mira hacia atrás a Palladio; fue influyente en la difusión del paladianismo.

## Pinturas exteriores
Un número considerable de edificios seculares tenían pinturas en los muros exteriores, generalmente en la fachada. Algunas veces fueron de artistas importantes, pero prácticamente todos han desaparecido ahora. Algunos fragmentos muy desvaídos de los frescos de alrededor de 1508 realizados por Giorgione y Tiziano, mencionados por Vasari, fueron retirados más tarde y ahora están en la Ca'D'Oro. Giorgione también pintó la sala de entrada de Ca' Vendramin Calergi.

## Revivalismo bizantino
Venecia no tenía historia como un antiguo asentamiento romano, siendo fundada sobre los bancos de barro en la laguna de Venecia después de la caída del Imperio bizantino. A los venecianos les gustaba afirmar que la falta de contaminación pagana en su historia le daba a su cristianismo una calidad especial «pura, legítima y sin mancha». Pero la historia de la ciudad estuvo íntimamente ligada durante mucho tiempo al Imperio bizantino, y las referencias a la arquitectura bizantina se consideraron siempre compatibles con el espíritu de la identidad de la ciudad. Esto se puede ver en el interior de San Salvador, Venecia, iniciada en 1508, en el que trabajaron varios arquitectos. Comenzada poco después de la Basílica de San Pedro de Roma, entre otras cosas esta gran iglesia con un interior basado en cruces griegas representaba una respuesta veneciana al revivalismo romano.

## Galería de imágenes

Edificios renacentistas venecianos
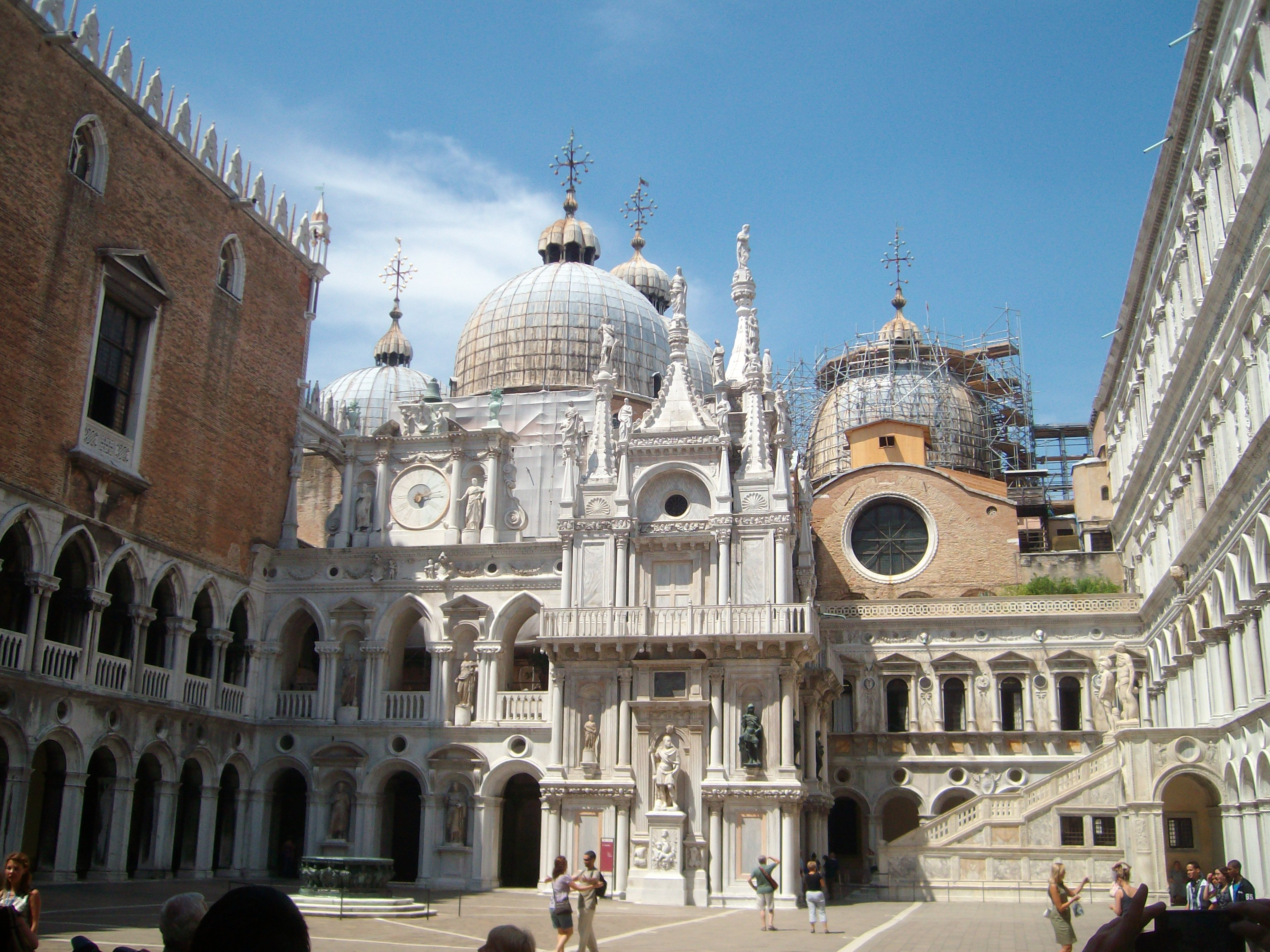
El Arco Foscari en el patio del palacio del Dogo, a finales de la década de 1450
Armonía entre el Palacio Ducal, a la izquierda, y la Biblioteca Marciana, a la derecha
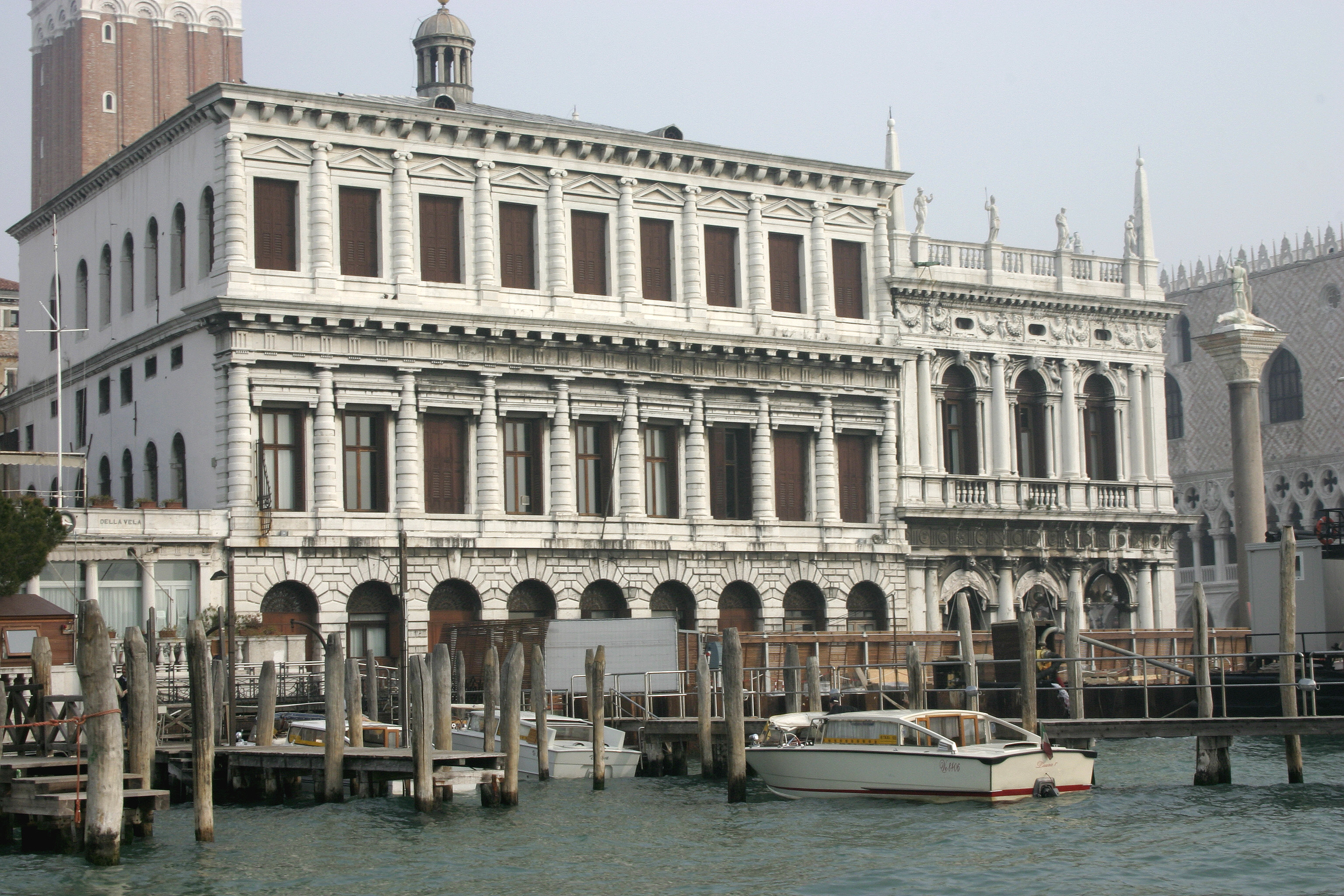
La Zecca de Sansovino, con la Biblioteca Marciana y el Palacio Ducal más allá

Scuolas renacentistas venecianas
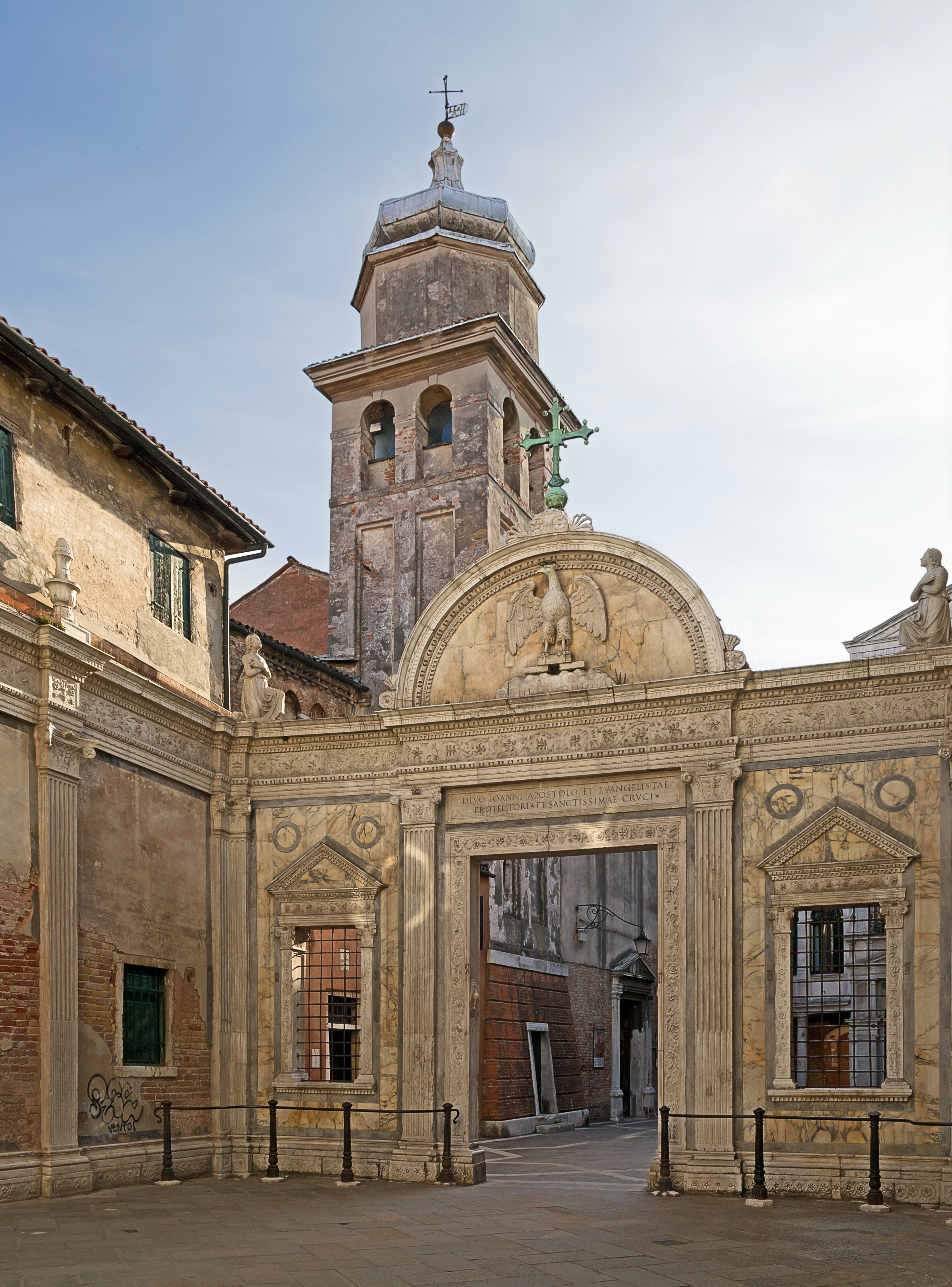
Scuola Grande di San Giovanni Evangelista, pantalla de Pietro Lombardo, 1485
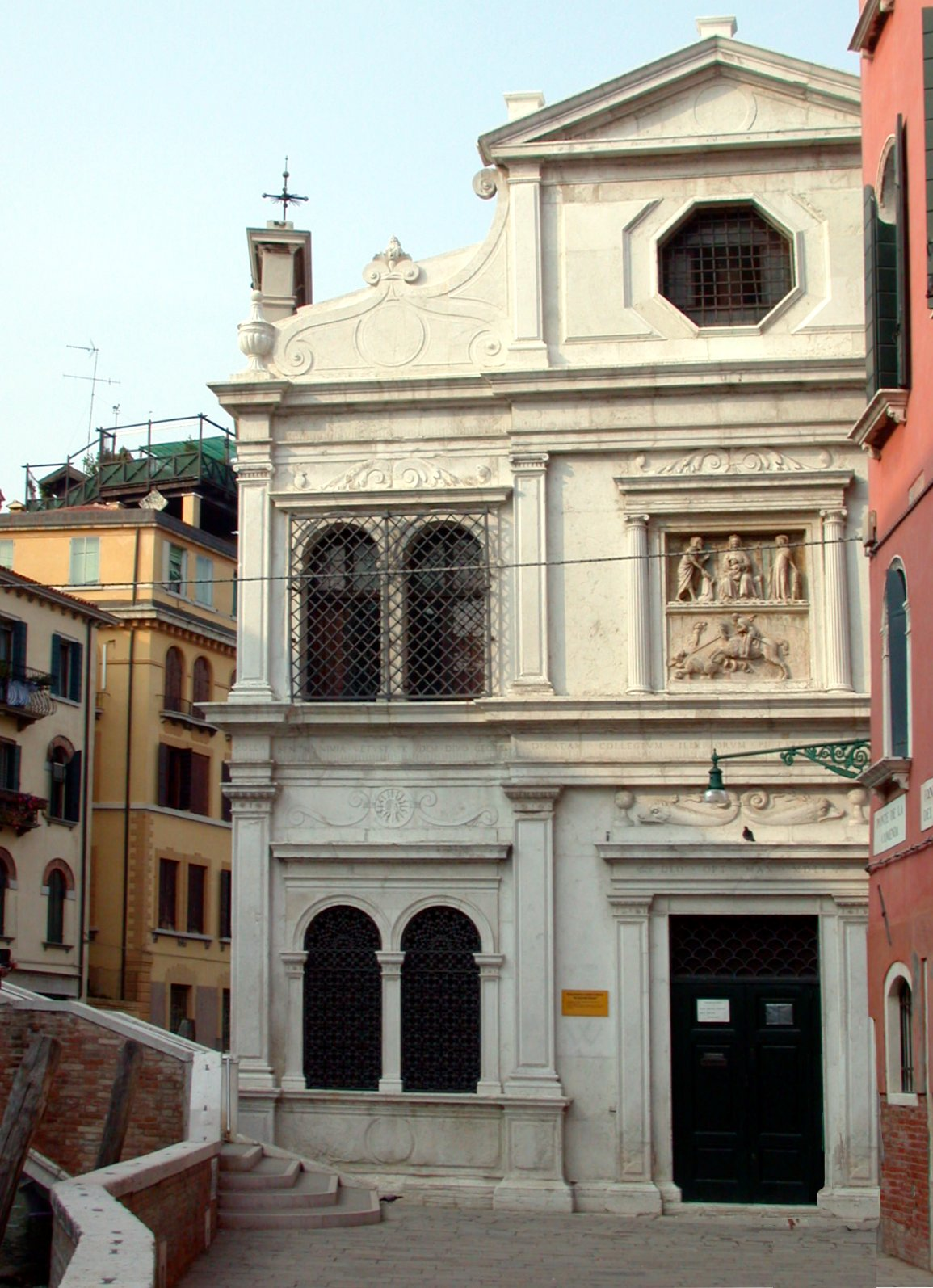
Scuola di San Giorgio degli Schiavoni, Sansovino y Giovanni De Zan
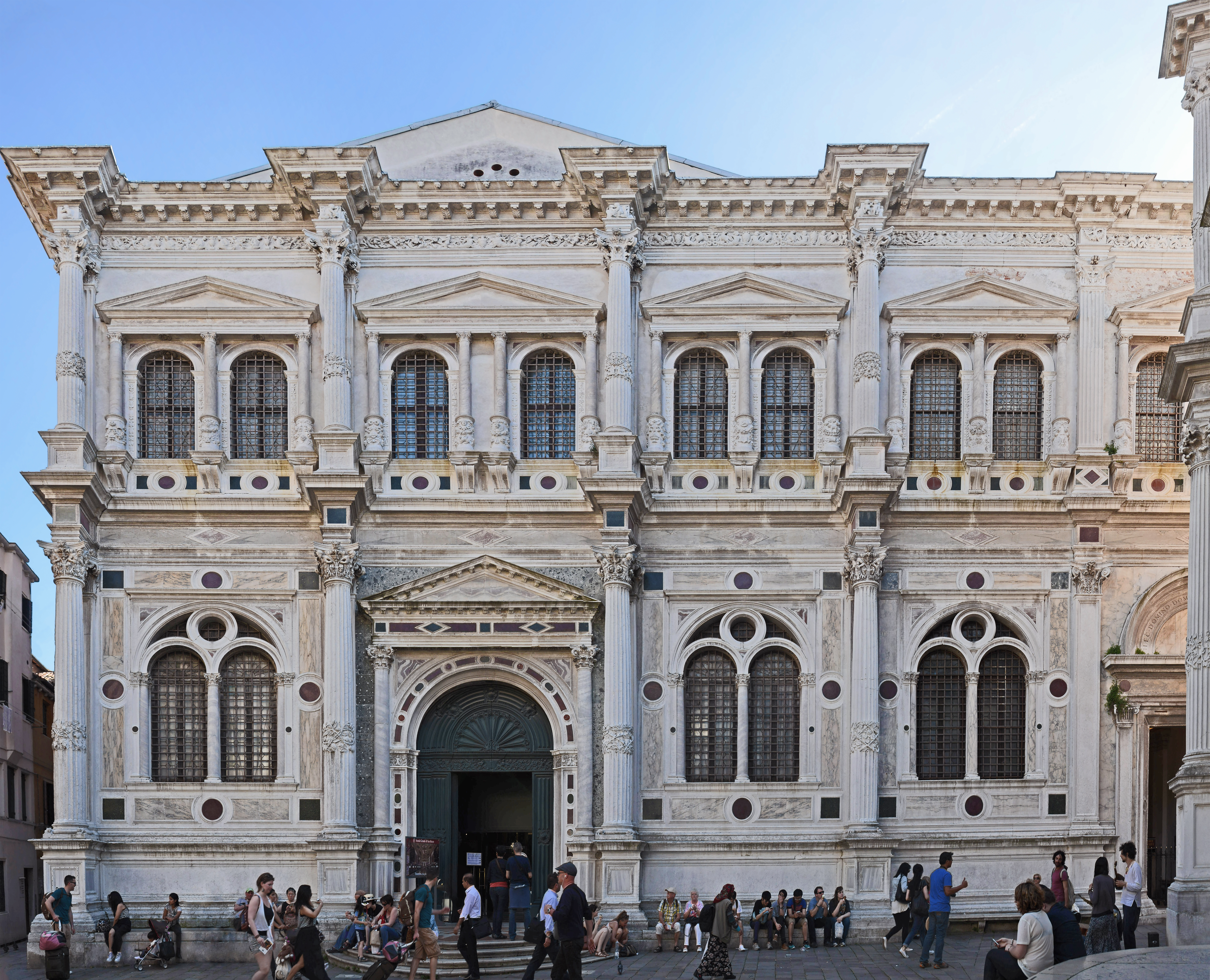
Scuola Grande di San Rocco, varios arquitectos
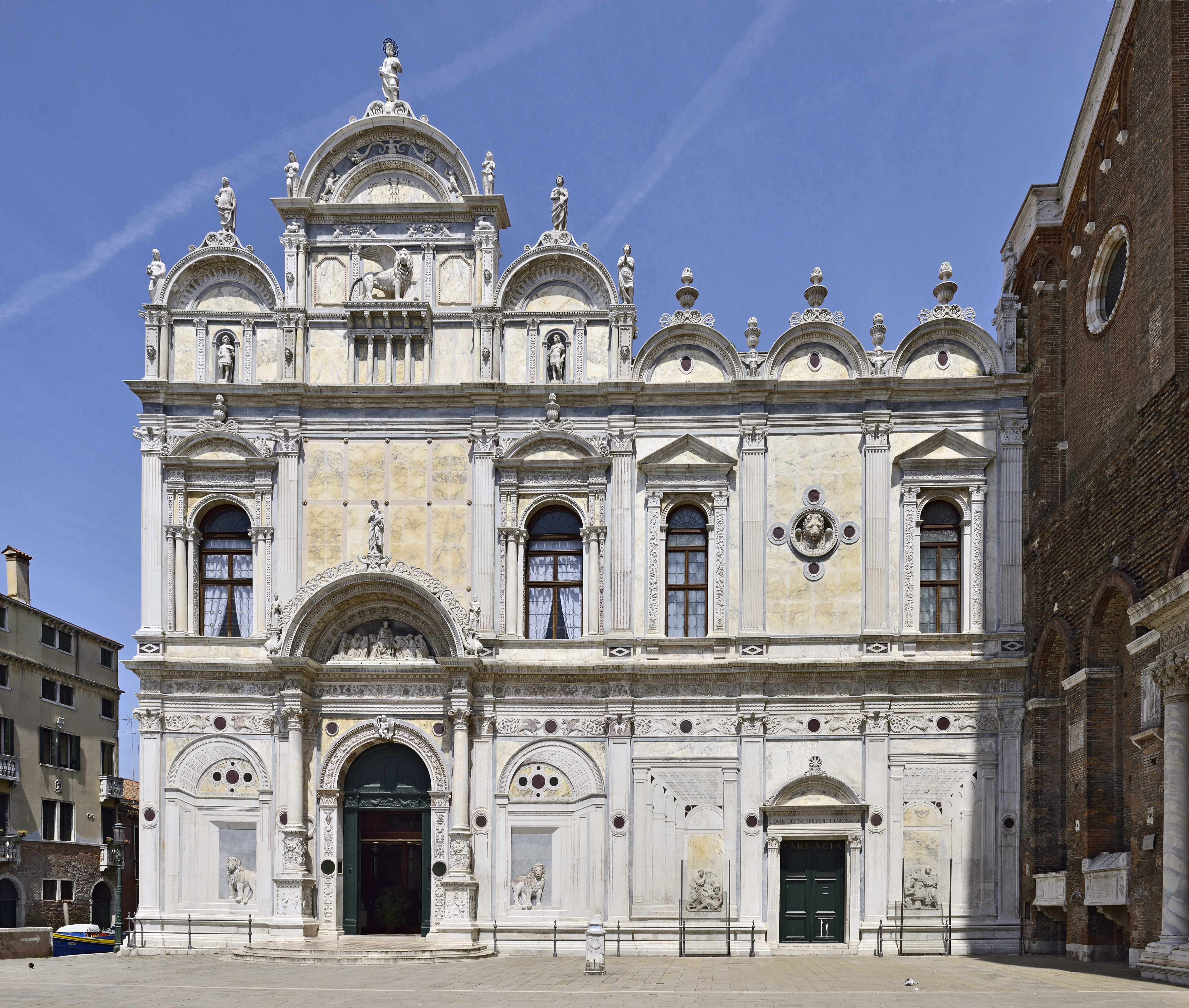
Scuola Grande di San Marco, ahora un hospital. Pietro Lombardo y Codrussi

Palacios renacentistas venecianos
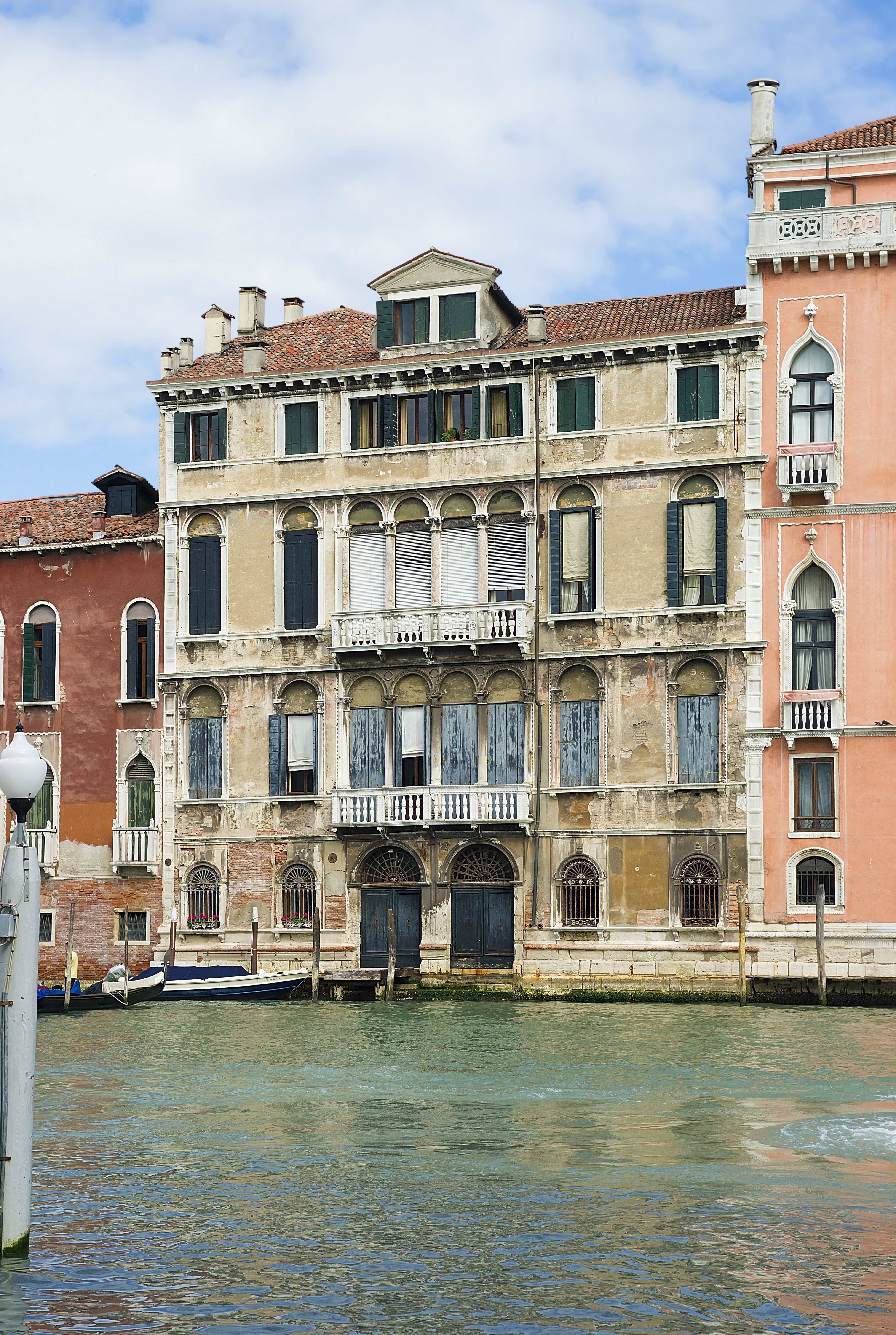
Palazzo Tiepolo, la fachada originalmente pintada al fresco por Andrea Schiavone (quedan vestigios débiles)
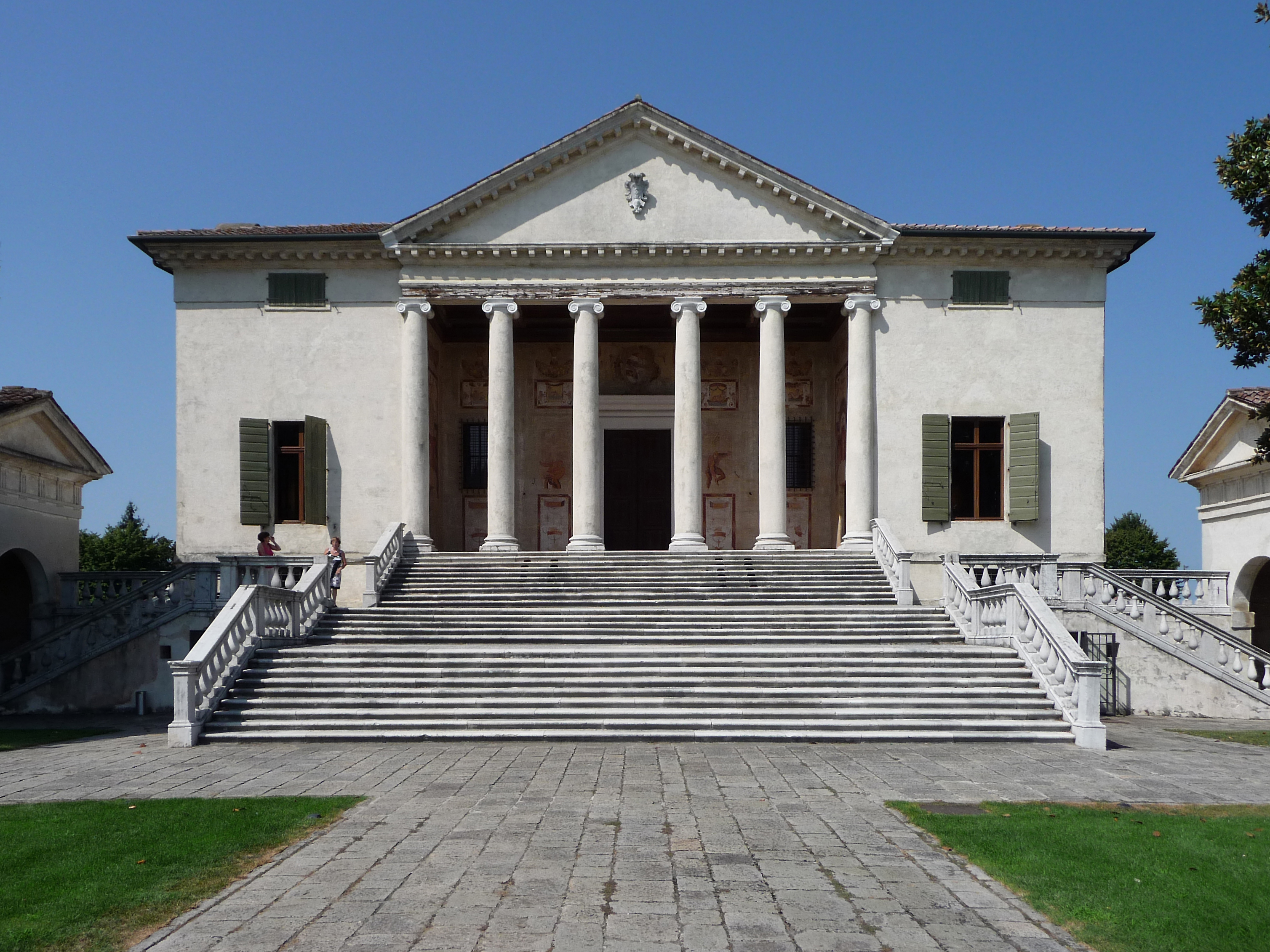
Palladio, Villa Badoer, 1556 en adelante, una de sus villas en la terrafirma
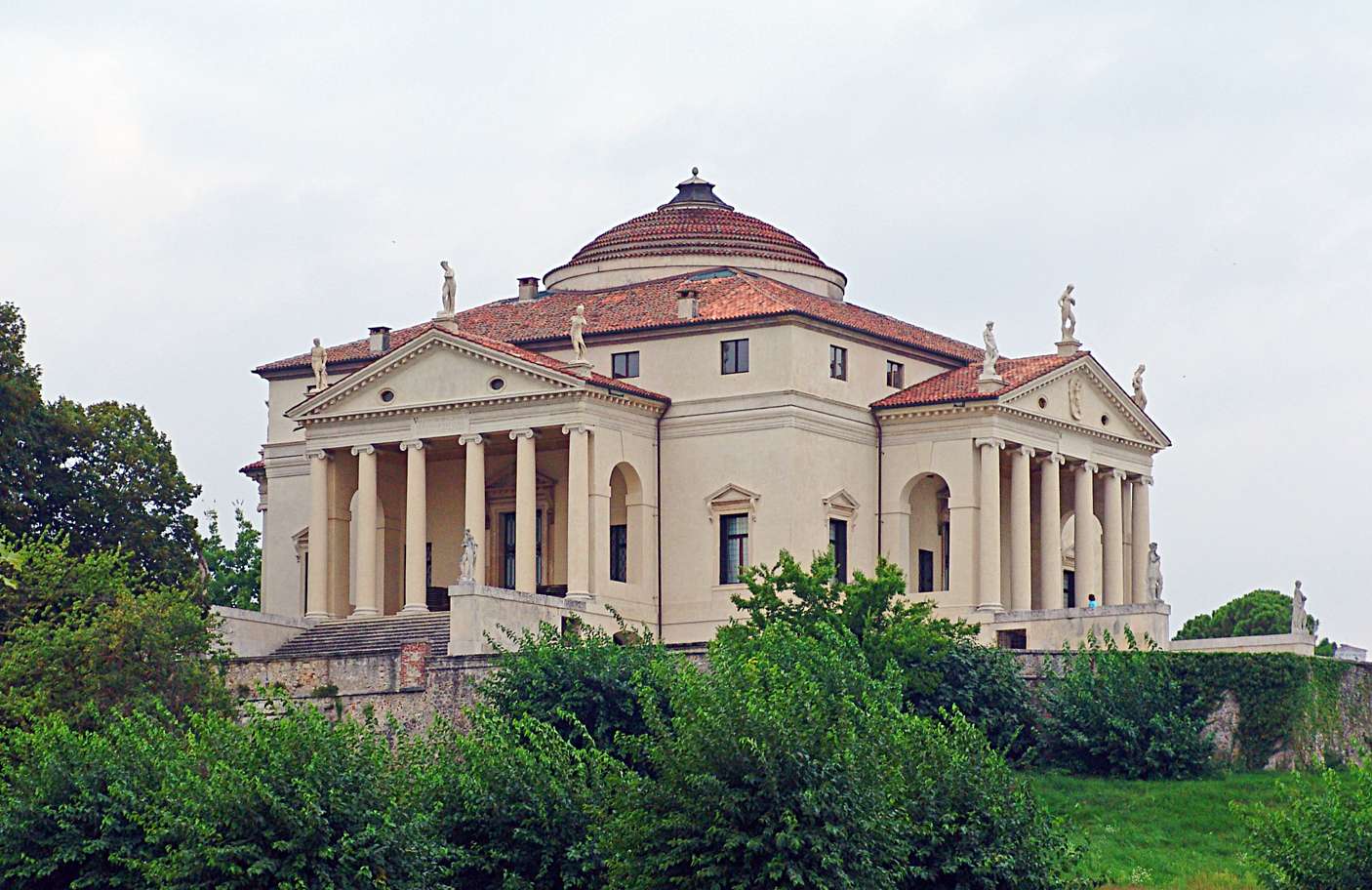
Villa Capra La Rotonda de Palladio, comenzada en 1567
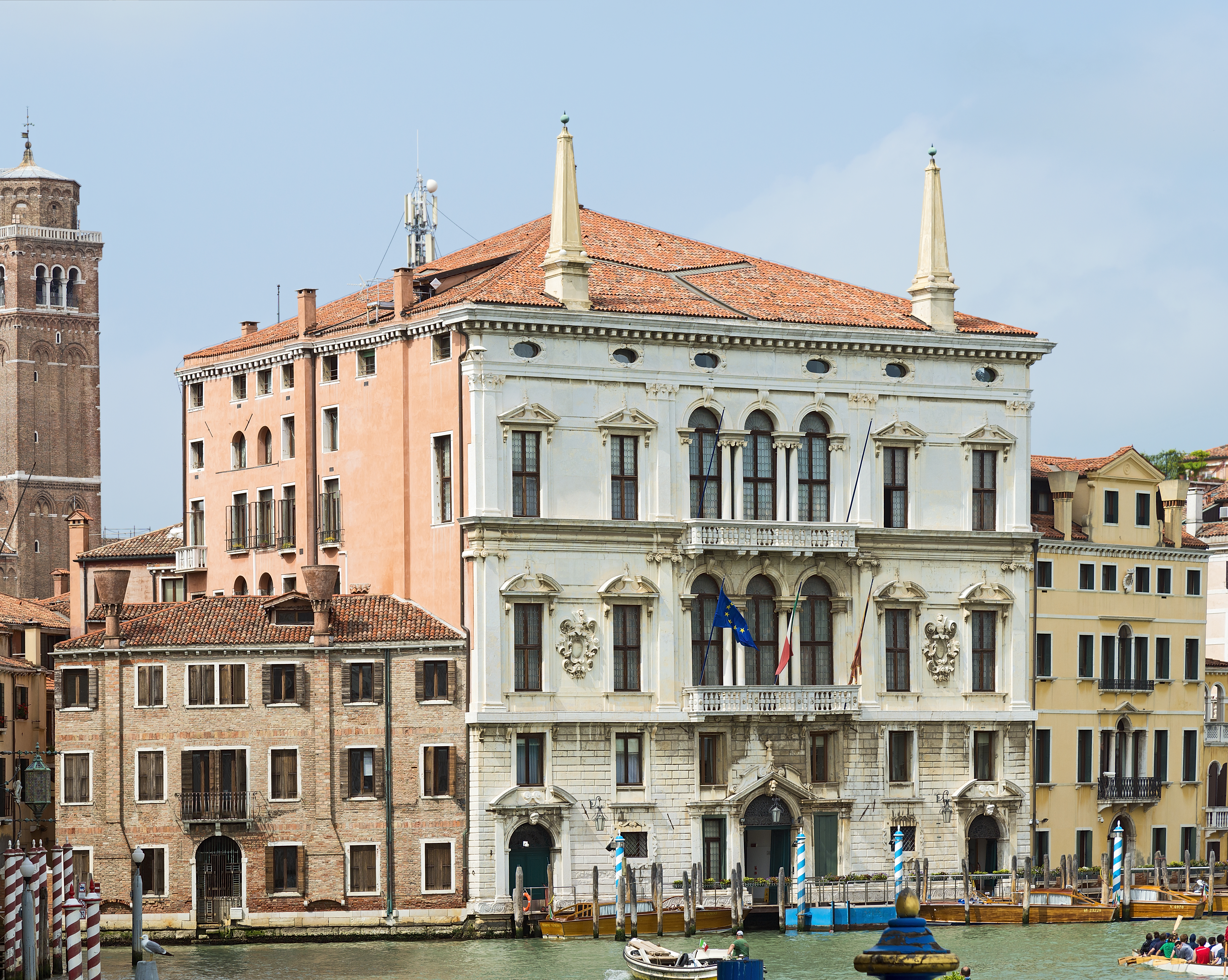
Palazzo Balbi, Alessandro Vittoria, 1582

Iglesias renacentistas venecianas
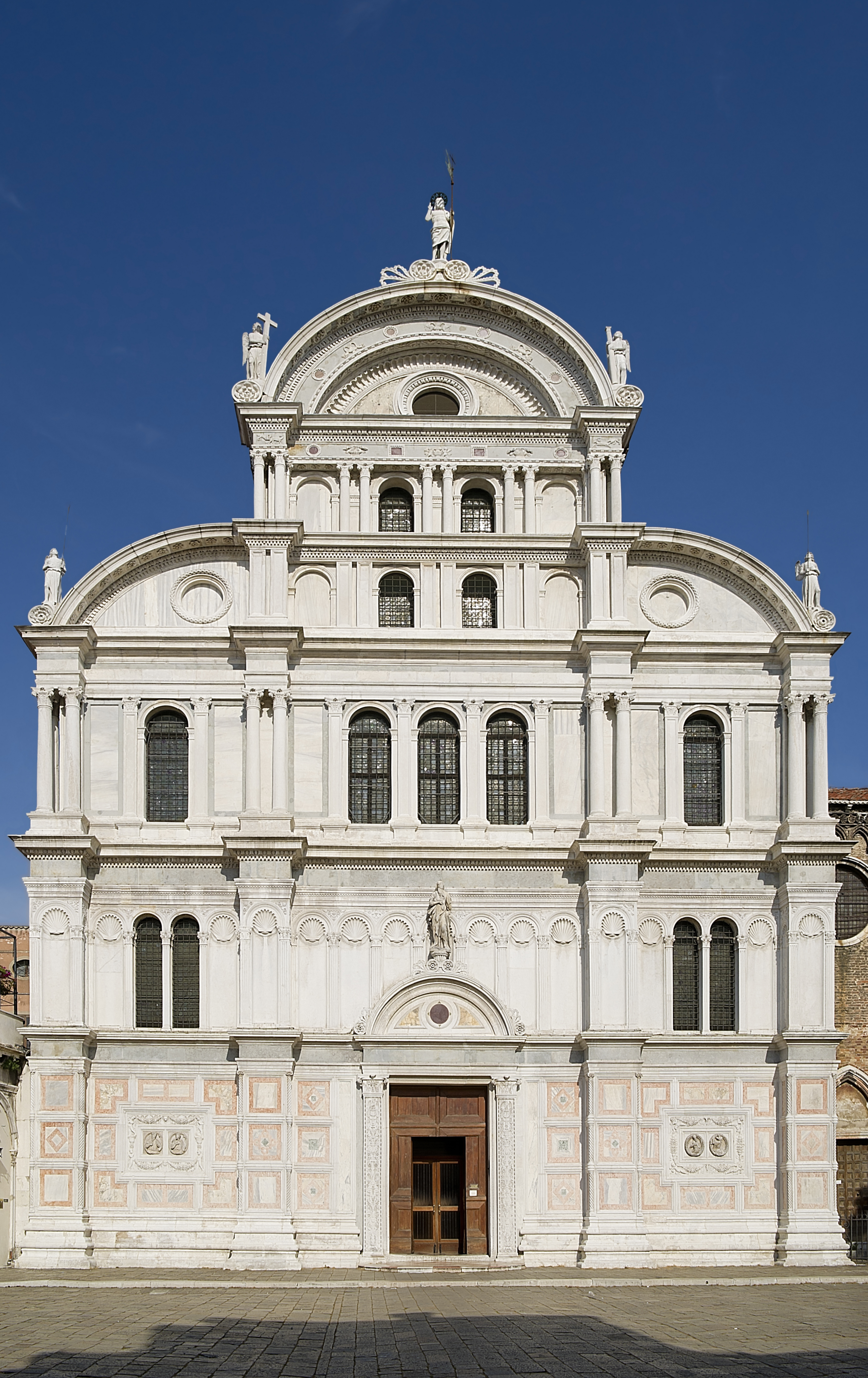
Iglesia de San Zacarías, Codussi completó las partes superiores de una iglesia comenzada en gótico
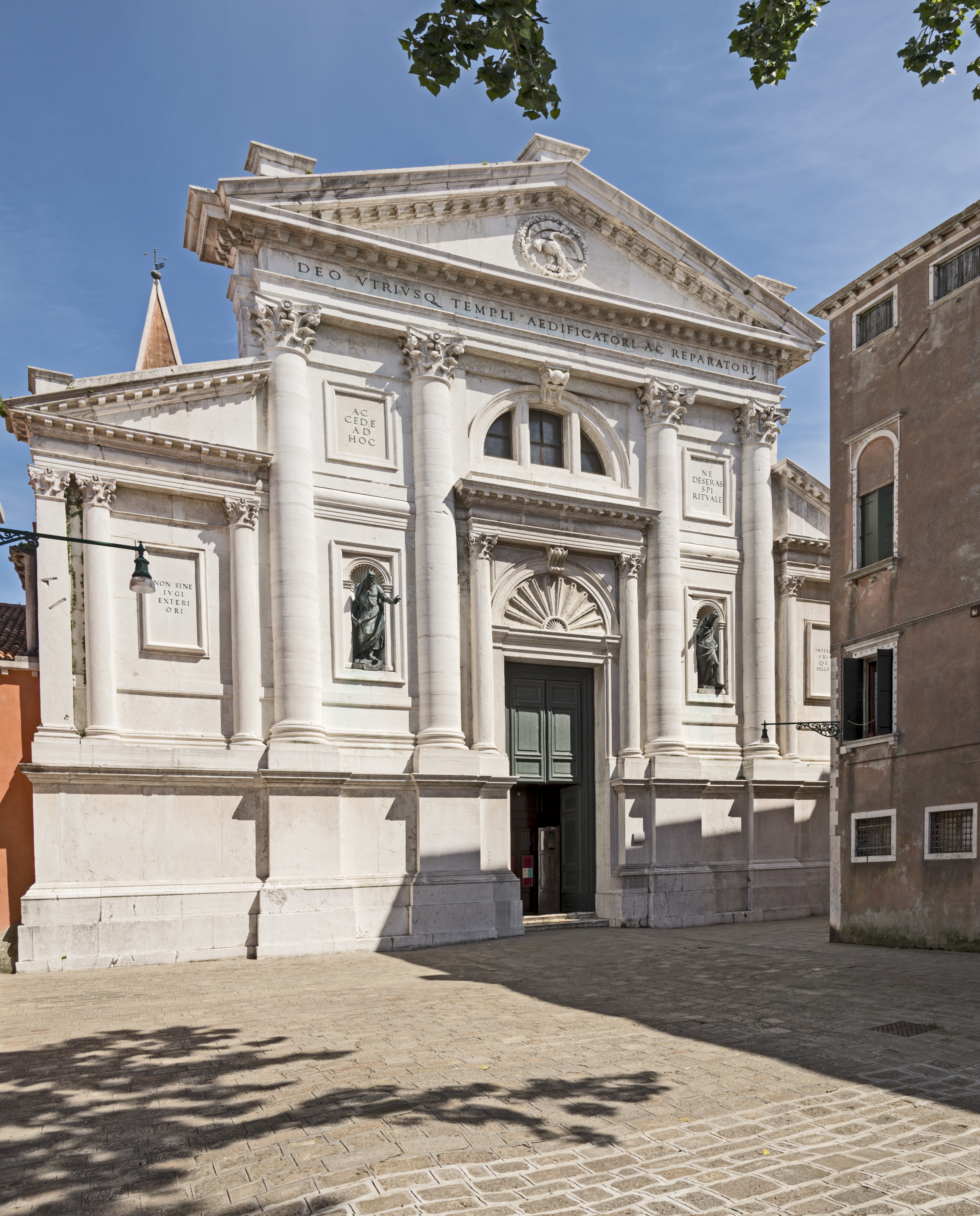
Iglesia de San Francesco della Vigna, comenzada por Sansovino (1554) y terminada por Palladio
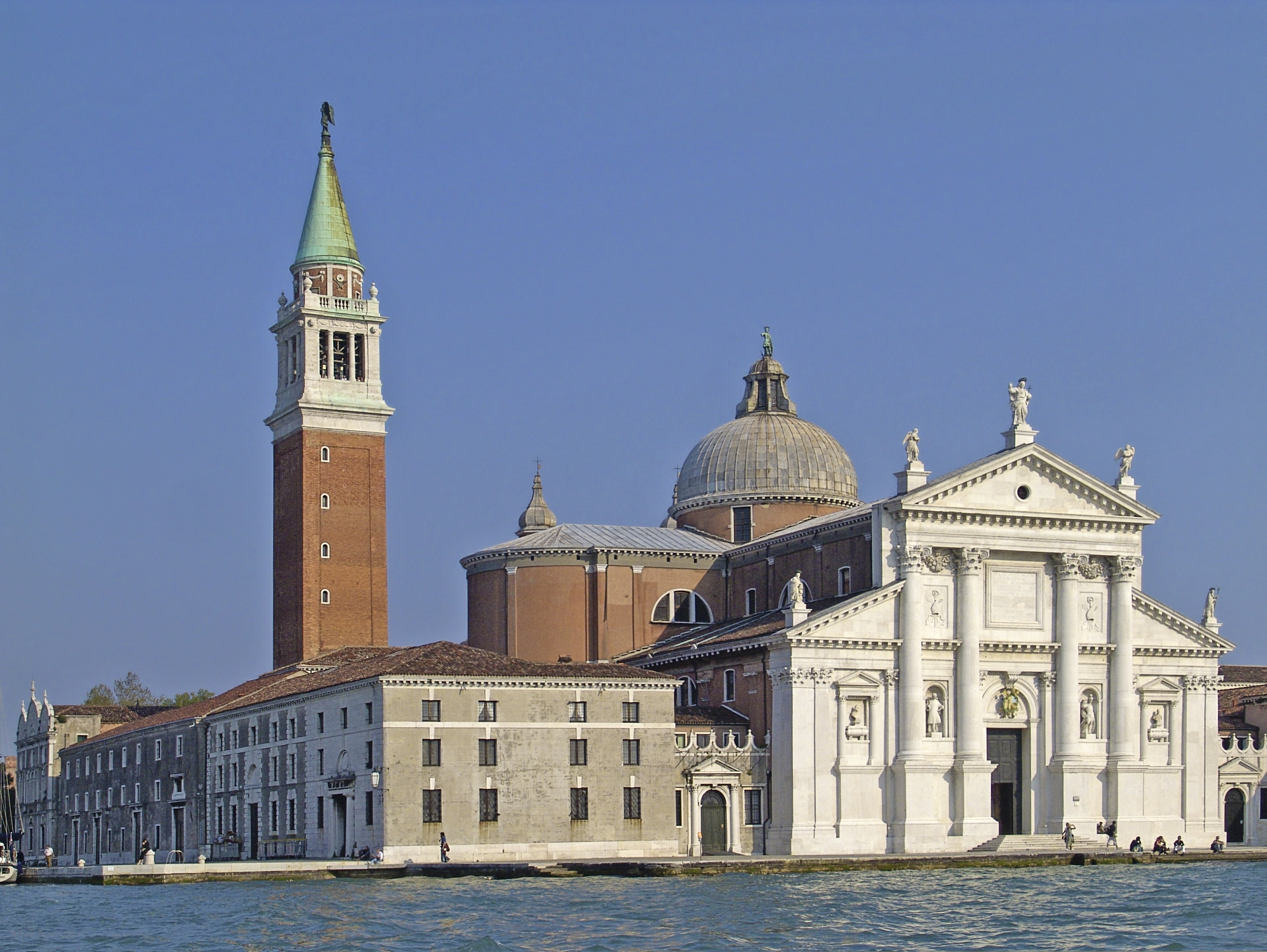
San Giorgio Maggiore, de Palladio, comenzada en 1566
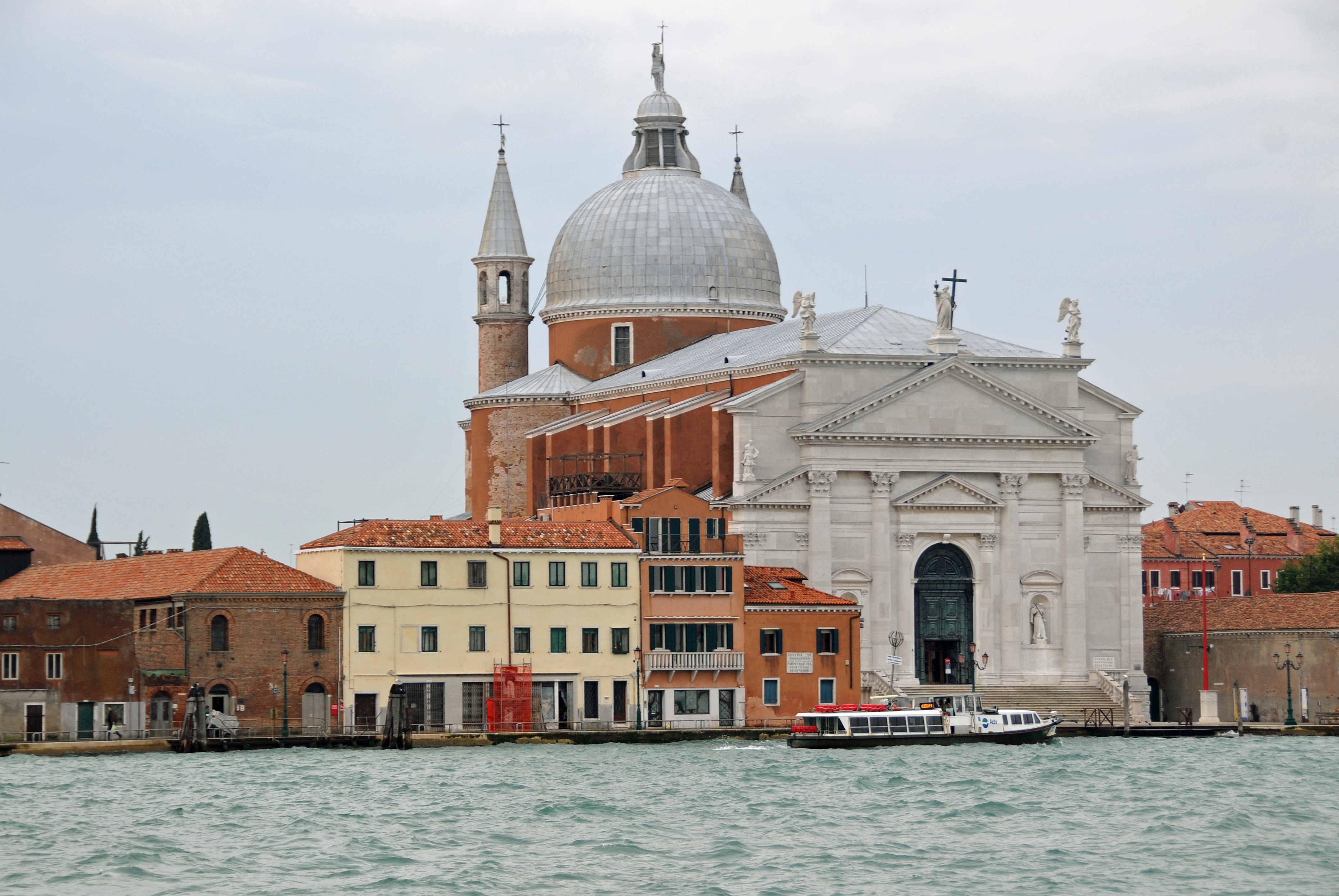
Iglesia del Redentor, de Palladio, comenzada en 1577
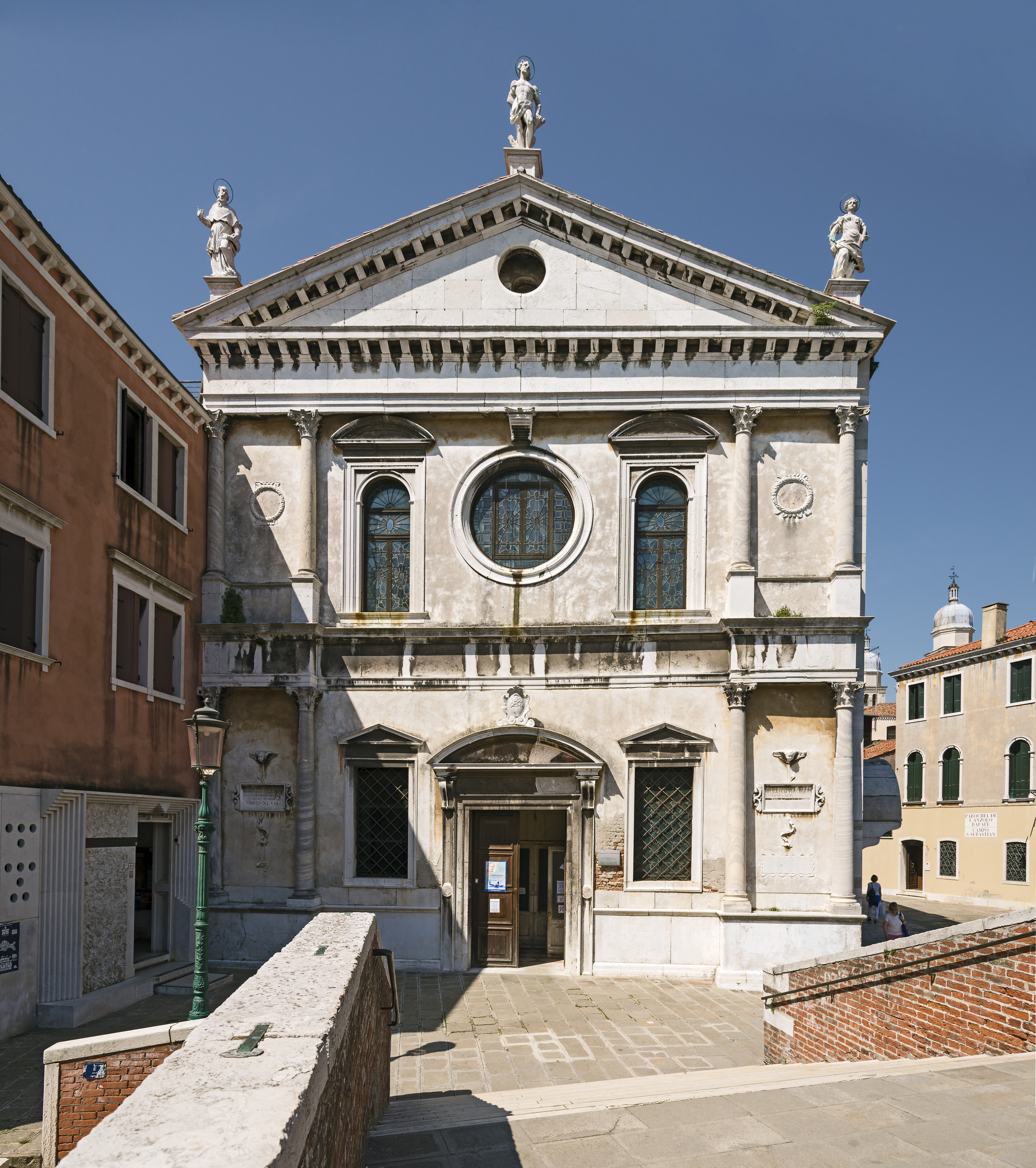
Iglesia de San Sebastián, iniciada en 1506